# Moïse Montefiore
Pour les articles homonymes, voir Montefiore.
Sir Moses Haïm Montefiore (Livourne, 24 octobre 1784 – Ramsgate, 28 juillet 1885), 1er baronnet, fut l'un des plus célèbres juifs anglais du XIXe siècle, à l'instar de Benjamin Disraeli. Financier, Montefiore fut un grand philanthrope activiste et bâtisseur qui devint shérif de la Cité de Londres et de Middlesex, et fut fait baronnet Montefiore de l'île de Thanet (Kent), en 1846.

## Biographie

### Famille

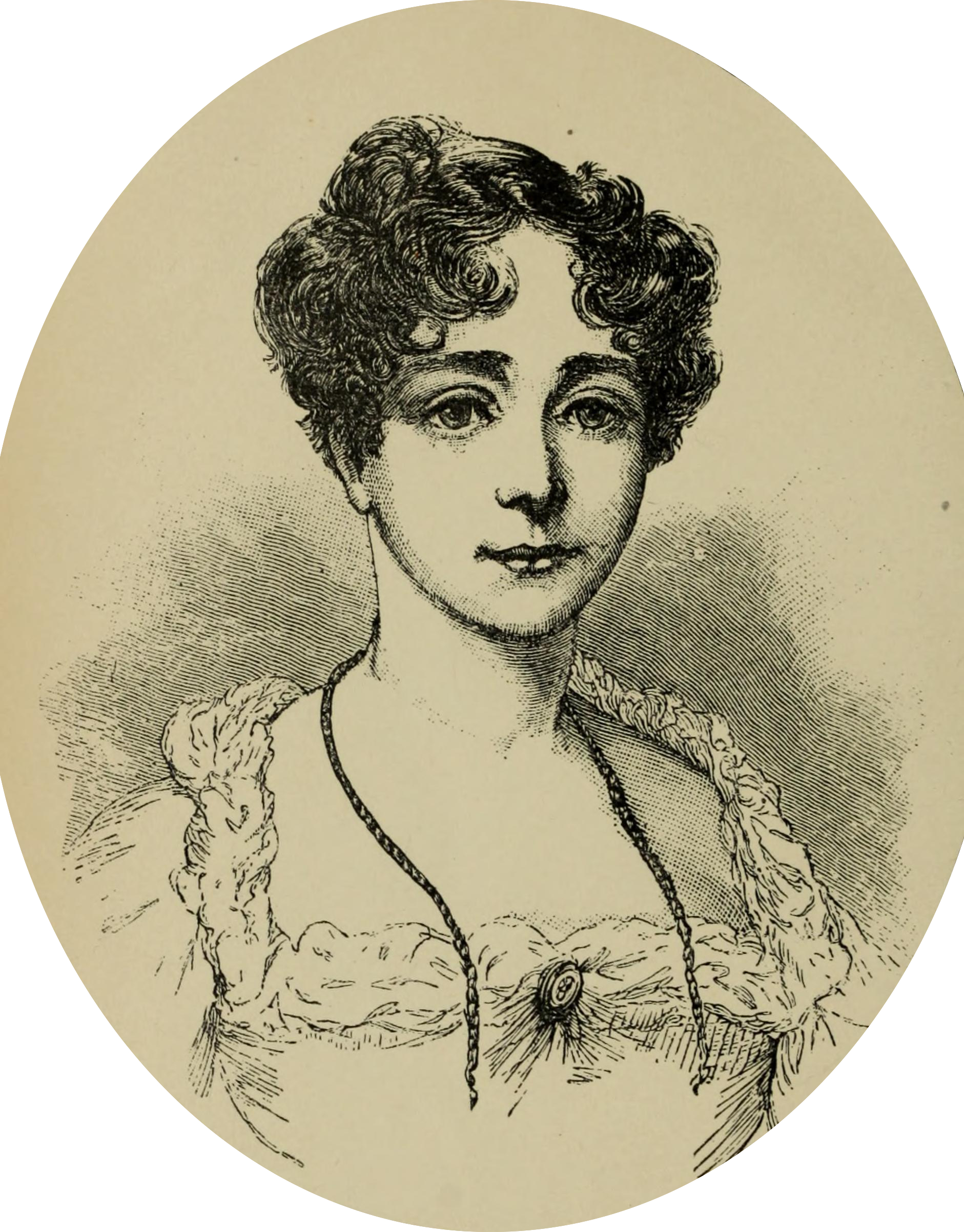
Lady Judith Montefiore.

Moses Haïm Montefiore est né en Italie à Livourne en Toscane en 1784, dans une famille juive séfarade. Il est le fils de Joseph Elias Montefiore et de Rachel Mocatta, et l'aîné d'une fratrie de six enfants.
Il épouse à Londres en 1812 Judith Barent Cohen (en) (1784-1862), d'origine allemande, sœur d’Henriette-Hannah Barent Cohen, l’épouse de Nathan Mayer Rothschild (1777-1836), le fondateur de la branche anglaise des Rothschild. Le couple Montefiore restera sans descendance.
Moses Montefiore est l'oncle de Louise Montefiore (1821-1910), qui épousa sir Anthony de Rothschild (1810-1876).
On trouve trace en 1630 de Montefiore installés à Ancône en tant que marchands. Certains d'entre eux se sont rendus par la suite à Livourne puis ont émigré à Londres en 1740, aux Antilles ou en Australie
Les Montefiore ont fait souche en Angleterre. Claude Montefiore (1858-1938), fondateur du « judaïsme libéral britannique » et président de l'« Association anglo-juive » de 1895 à 1921, est un membre de cette famille.

### Premiers pas
Les parents Montefiore vivaient à Londres, et c'est lors d'un voyage de sa mère à Livourne que Moses vient au monde. La famille est installée modestement dans le quartier de Kennington où le jeune Moses va brièvement à l'école puis entre en apprentissage chez un marchand en gros pour soutenir les siens. On le retrouve ensuite dans une maison de commerce et il devient en peu de temps l'un des rares courtiers juifs autorisés par la ville de Londres.
Son frère Abraham qui avait déjà réussi dans le commerce de la soie devient son associé en courtage jusqu'en 1816. Moses entre aussi un temps en partenariat avec son beau-frère, le financier Nathan Mayer Rothschild, en mettant son entreprise de courtage à son service. De nature avisée, Moses Montefiore surmonta les revers et réussit brillamment dans la finance, avant de quitter le monde de la Bourse, en 1821.

### Industriel

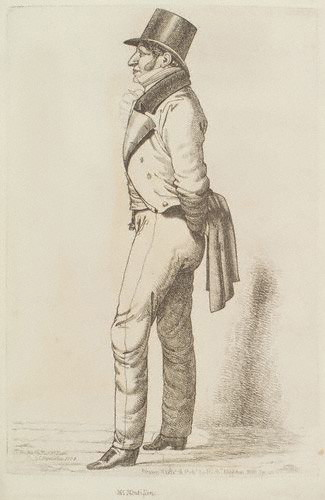
Portrait de Moses Montefiore, 1818.

Avec son épouse, il s'installe au 99 Park Lane, en lisière de Hyde Park, dans le quartier de Westminster à Londres et en 1830, il acquiert le domaine de East Cliff Lodge à Ramsgate dans le comté de Kent, qui deviendra son fief.
En 1824, Moses Montefiore est membre fondateur et premier président de l'Alliance Assurance Company. La même année, il fonde avec certains de ses collègues basés à Londres, l'Imperial Continental Gas Association (ICGA) pour établir les services de gaz d'éclairage dans les pays européens. L'ICGA sera à l'origine de plus d'un groupe énergétique moderne. L'année suivante, il est l'un des directeurs fondateurs de la Banque provinciale d'Irlande (Provincial Bank of Ireland). Un temps, il a également dirigé la compagnie South Eastern Railway.

### Charges et distinctions
Entre 1810 et 1814, il fut capitaine dans la milice locale du Surrey et devint franc-maçon à la loge Moira à Londres.
En 1835, il fut élu shérif de Londres et du comté de Middlesex, et en 1837, il devint président du Conseil des députés des juifs britanniques, poste qu'il occupa pendant trente-neuf ans.
Il fut fait chevalier le 13 novembre 1837 à St. James-Palace et élevé à la dignité de baronnet le 27 juin 1846 à Whitehall. Il est le deuxième juif fait chevalier en Angleterre, après Salomon de Medina (ca.1650, Bordeaux – 15 septembre 1730, Amsterdam), qui fut adoubé par Guillaume III en 1700.
Au retour de ses missions en Orient, la reine Victoria lui accorda le privilège de faire figurer des animaux héraldiques sur ses armoiries. Il choisit le lion de Judah portant une bannière avec « Jérusalem » en écriture hébraïque or.
A quatre-vingt huit ans en 1872, Montefiore fut chargé par les Juifs britanniques de présenter à Alexandre II leurs félicitations pour le bicentenaire de la naissance de Pierre le Grand, et fut reçu avec les honneurs par le tzar au Palais d'Hiver de Saint-Petersbourg.

### Philanthrope dévoué

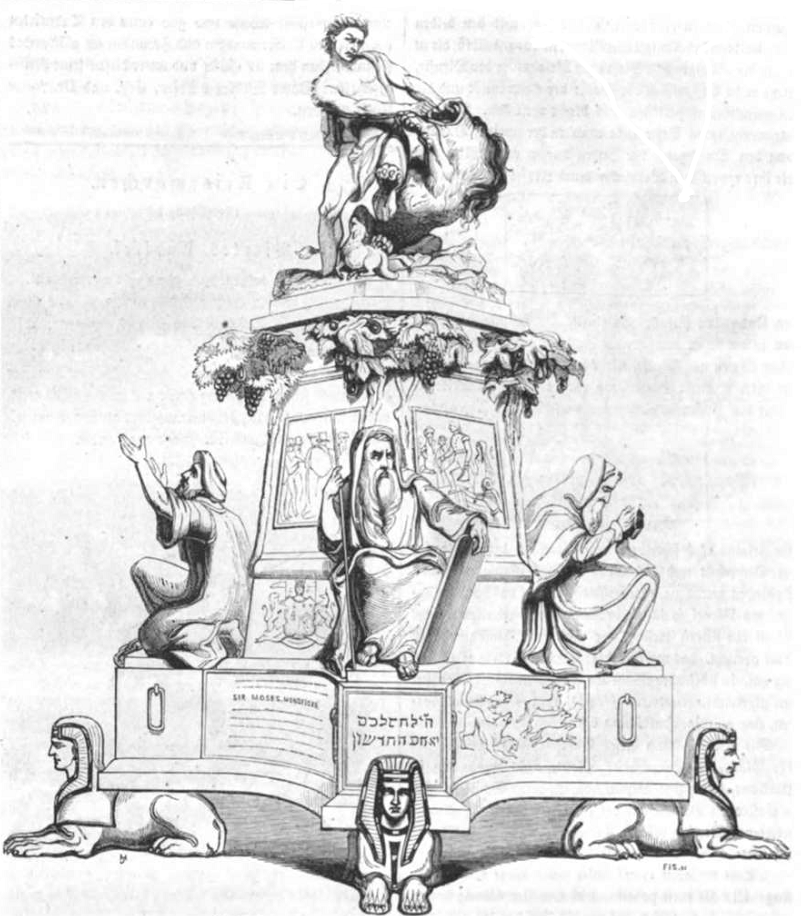
« Don d'honneur pour Sir Moses Montefiore », Leipzig, 1843.

Moses Montefiore voyagea pour la première fois à Jérusalem en 1827. Trois ans plus tôt, retiré de ses affaires prospères au Royaume-Uni, il avait pris la décision de consacrer ses immenses ressources à aider ses coreligionnaires démunis de « Terre sainte » et d'ailleurs. Dès lors, pendant ses cinquante années suivantes et jusqu'à sa mort, il ne ménagea pas sa peine : il se rendit sept fois à Jérusalem, parcourut le monde du Levant lors de longs voyages souvent dangereux à l'époque pour se faire le défenseur de la cause des Juifs opprimés et leur soutien actif partout où il put, et agit d'abord contre la discrimination dans son propre pays.
De stature imposante et de commerce agréable, il gagna l'amitié et le respect de ses contemporains et de plusieurs têtes couronnées.
Dans ses voyages, il fut accompagné de son épouse Judith qui le soutint et œuvra toute sa vie à ses côtés avec la même humanité que lui.

Montefiore mena campagne en faveur des Juifs de Damas (sous juridiction égyptienne) et de Rhodes (sous juridiction ottomane), accusés de « meurtre rituel ». Il fit partie de la délégation qui se rendit à Alexandrie en Égypte en 1840 afin de plaider la cause des Juifs (dont des enfants, des femmes des vieillards, des rabbins) cruellement persécutés dans cette affaire de Damas, auprès du khédive d'Égypte dont il obtint que les survivants soient libérés de prison. 

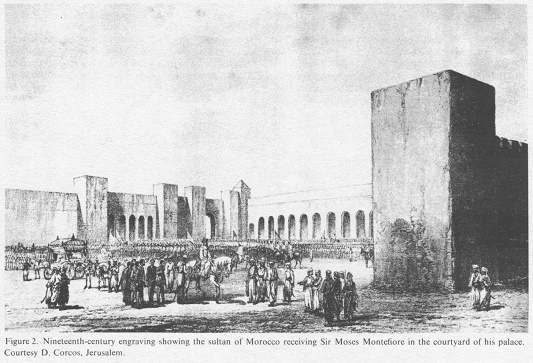
Réception d'État de la délégation Montefiore dans la cour du palais du sultan du Maroc,1864.

Il se rendit ensuite à Constantinople, où il obtint du sultan turc, Abdul Majid, qu'il proclamât un décret de protection (firman) des Juifs de l'Empire ottoman contre ces mêmes accusations de crimes rituels et leurs conséquences.
Il rencontra à Constantinople le grand-vizir Moustapha Reschid Pacha pour que soit accordé un hatti-chérif de droits et privilèges pour les non-musulmans sur toute la Turquie et ainsi, innocenter et protéger les juifs des multiples accusations portées contre eux,.
Il œuvra auprès de différentes autorités musulmanes comme le ministre des Finances (Boghoz Bey) et le vice-roi d'Égypte, Méhémet Ali (dont il fut l'ami), toujours pour l'obtention du hatti-chérif, pour la libération des juifs de Damas et de Syrie, et pour se voir accorder l'achat de terres en Palestine, et l'installation de banques juives sur place, à Constantinople et en Égypte,.
Montefiore rencontra deux tsars de Russie à Saint-Petersbourg dans le but d'obtenir l'annulation de réédition d'oukases impériaux (1844 et 1846) contre les Juifs russes et d'alléger leur condition.

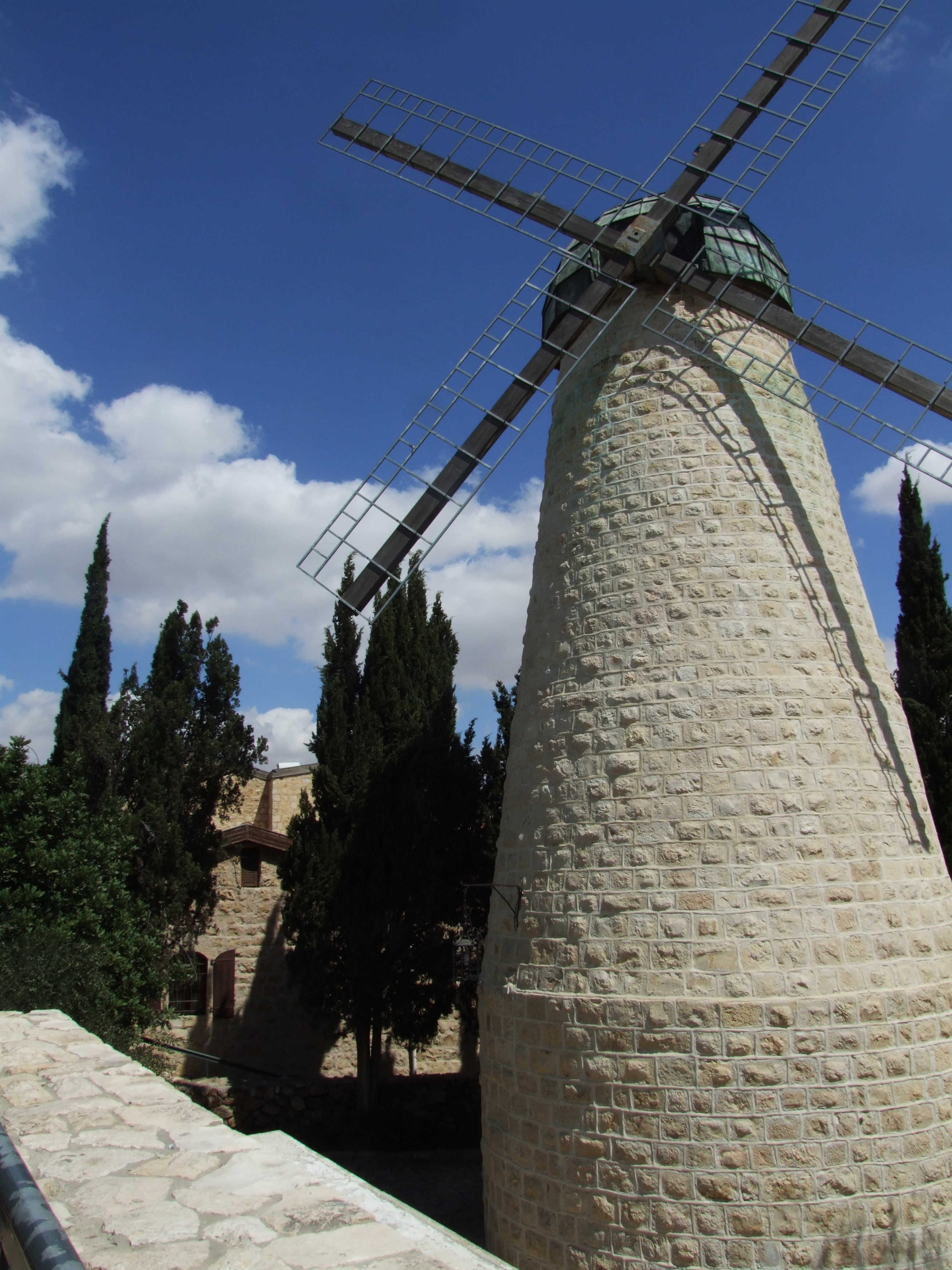
Moulin de Yemin Moshé.

En novembre 1855, sous l'impulsion de Moïse Montefiore, sont construites les premières maisons et financé le système d'arrivée d'eau hors de l'enceinte de la Vieille ville de Jérusalem, formant ce qui s'appellera « le quartier de Mishkenot Sha'ananim » (« habitations paisibles »), toujours dominé par le célèbre moulin Montefiore érigé en 1857 et restauré au début du XXIe siècle. Elles sont destinées aux Juifs qui habitaient dans la Vieille ville, dans des quartiers surpeuplés aux conditions d'hygiène déplorables, et le moulin permettait aux pauvres de moudre leur propre grain et mieux se nourrir.

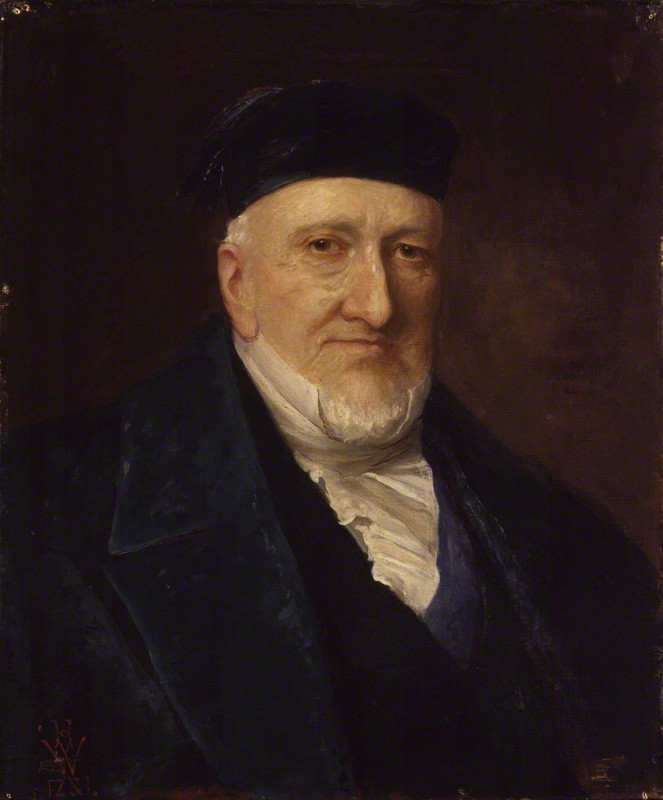
Sir M. Montefiore à 97 ans en 1881.

Il se rendit à Rome en 1858 muni d'une pétition, où il essaya - sans succès - d’obtenir de Pie IX qu’un enfant juif, Edgardo Mortara, enlevé à ses parents par les autorités papales, après avoir été baptisé en secret, leur soit rendu.
En 1859, il retourna à Constantinople pour obtenir du sultan Abd ül-Aziz, le renouvellement des décrets de son prédécesseur en faveur de la protection des Juifs.
Il traversa en 1864 le désert de l'Atlas pour s'entretenir avec Mohamed IV, sultan du Maroc, sur la condition des Juifs du Maghreb et lutter contre l'antisémitisme dans le royaume chérifien, et même avec le Shah de Perse, mettant son énergie, sa philanthropie et son humanisme au service de tous ses coreligionnaires.

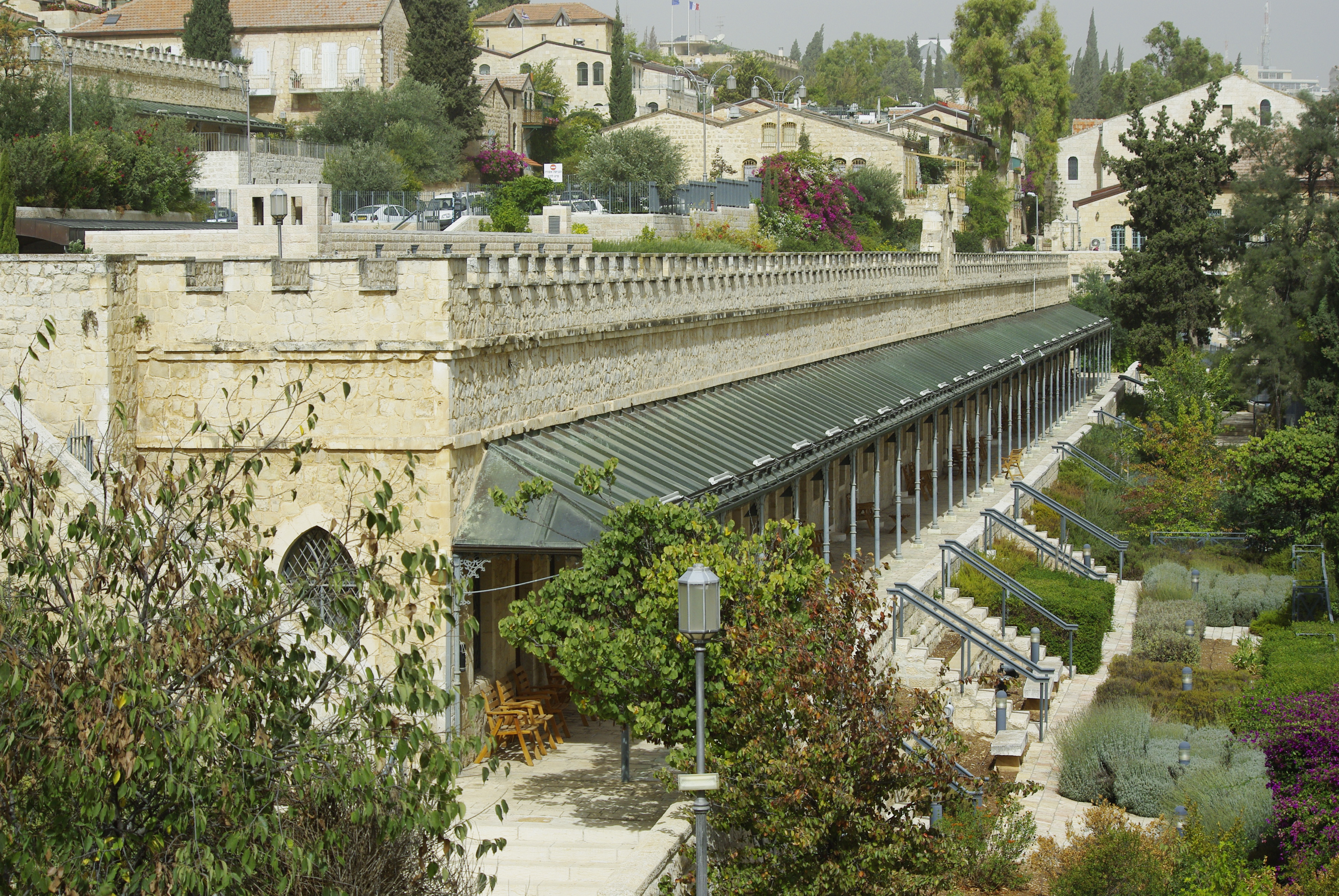
Bâtiment de Mishkenot Sha'ananim, élevé à l'initiative de Moïse Montefiore, à l'origine du quartier de Yemin Moshe.

Il se retrouva en Syrie en 1866 pour combattre l'épidémie de choléra (qui sévissait aussi à Jérusalem où Montefiore vint en aide) et répondre à la détresse des indigents victimes de l'invasion de criquets dans la région.
Habitant alors Ramsgate dans le Kent et âgé de soixante-treize ans, il n'hésita pas en 1857 à se rendre dans les bureaux londoniens du « Times » avec une lettre sollicitant la protection des chrétiens de Syrie, assortie d'un don personnel et d'un appel à contribution en leur faveur.
Dix ans plus tard, il voyagea encore en Roumanie pour soulager les indigents et défendre les juifs opprimés de la région.
Il sensibilisa sur le sort de leurs frères et sollicita activement d'autres coreligionnaires comme les Rothschild, afin d'user de leur influence médiatrice pour l'aider dans ses œuvres de sauvetage et de justice,. Il agit de même auprès de nombre de personnalités et diplomates anglais et internationaux avec lesquels il entretint une correspondance suivie.
Il reçut toute sa vie les lettres de doléances des communautés européennes et orientales qui le sollicitaient et essaya de répondre à toutes les demandes.

En 1875, à un âge vénérable, il se rendit pour la dernière fois en pèlerinage à Jérusalem puis revint dans son domaine du Kent pour y passer les dernières années de sa vie.

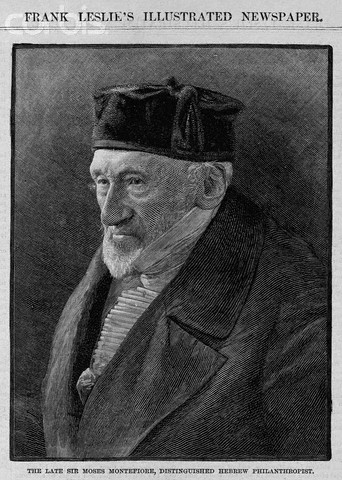
Annonce de sa mort dans la presse, 1885.

Il est mort en 1885 en Angleterre, à Ramsgate (Kent), plus que centenaire. Il repose auprès de son épouse Judith dans le mausolée - réplique de celui de Rachel sur la route de Bethléhem - qu'il avait érigé près de la synagogue qu'il avait fait construire en 1831.
Sa couronne de baronnet échut à son petit-neveu Francis Montefiore et son siège de Ramsgate, à son neveu Joseph Sebag devenant ainsi Sir Sebag-Montefiore, à la tête d'une nouvelle dynastie.

#### Legs et fonds de dotation Montefiore
De nos jours, le siège de la Dotation Montefiore est située à Ashworth Road à Londres.
La Dotation continue de distribuer des fonds aux étudiants nécessiteux d'Hébron, Safed et Tibériade, de financer des bourses d'études en yeshivah à Jérusalem pour les étudiants anglais s'engageant à servir la communauté britannique, de soutenir l'éducation en Torah à la London School of Jewish Studies, celle du Montefiore Kollel à Sha’are Tefillah de Manchester, à financer les candidats de doctorat et chercheurs dans l'apprentissage de la Torah à l'University College de Londres et d'ailleurs dont la Judith Lady Montefiore College ainsi que tout l'établissement, de soutenir d'autres organisations ayant des objectifs similaires, de préserver les collections Montefiore, et d'entretenir la synagogue, le cimetière et le mausolée de Ramsgate.

### Religion
Sir Moses Montefiore était Juif orthodoxe, scrupuleux observateur de l'esprit et la lettre de la Torah et ce, même lors de ses multiples déplacements et rencontres avec les plus grands comme les plus humbles de ce monde : un abatteur rituel (shohet) l'y accompagnait toujours et il ne manqua jamais une cérémonie religieuse ou à ses prières quotidiennes. Il puisa dans les Commandements de sa religion et dans sa propre nature, la volonté et la force de veiller sur son frère et d'aimer son prochain comme lui-même.

### Notoriété

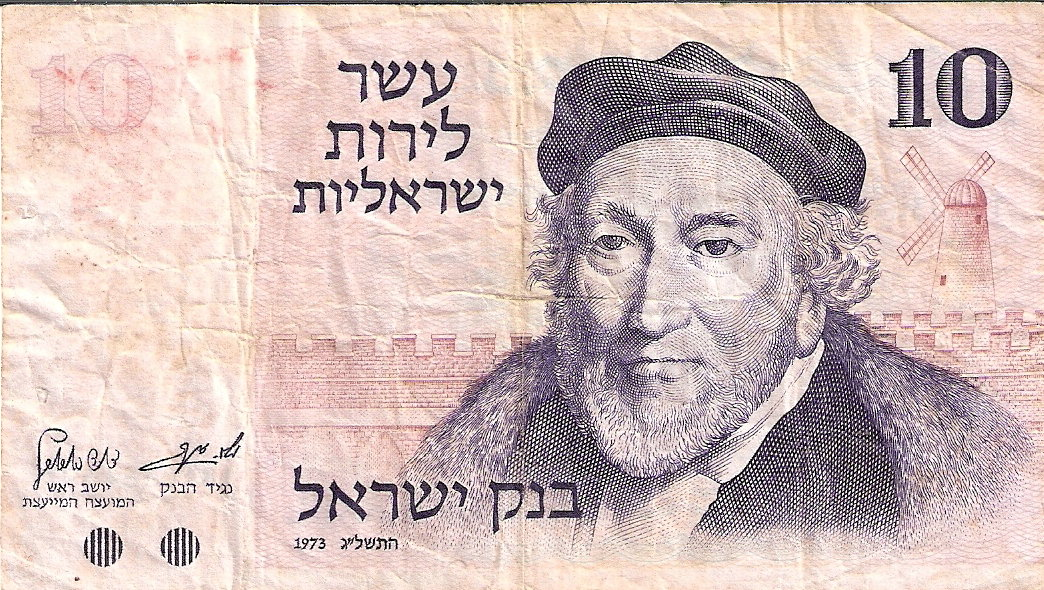
Billet de 10 livres, Israël, 1973.

- Nombre de rues, d'hôpitaux, de synagogues, d'établissements d'enseignement ou de prix portent en son honneur le nom de Moses Montefiore de par le monde[1].
- Montefiore est mentionné dans le Journal de Charles Dickens, dans les Carnets de George Eliot et dans le roman de James Joyce, Ulysse.
- La Banque d’Israël émet des billets de 10 lires (lirot yisraeliot, לירות ישראליות) illustrés par le portrait de Sir Moses Montefiore en filigrane entre 1973 et 1975 (5733-5735). Pour la première fois, sur ces billets, il est ajouté une fonction d'identification des coupes par les aveugles ou mal-voyants : une série de points tactiles - deux sur le billet Montefiore.
- Il existe une chanson célèbre en hébreu sur Sir Montefiore, Ha'Sar Moshe Montifiori, où l'on raconte comment il montait dans son carrosse pour aller distribuer son argent aux pauvres.

## Galerie

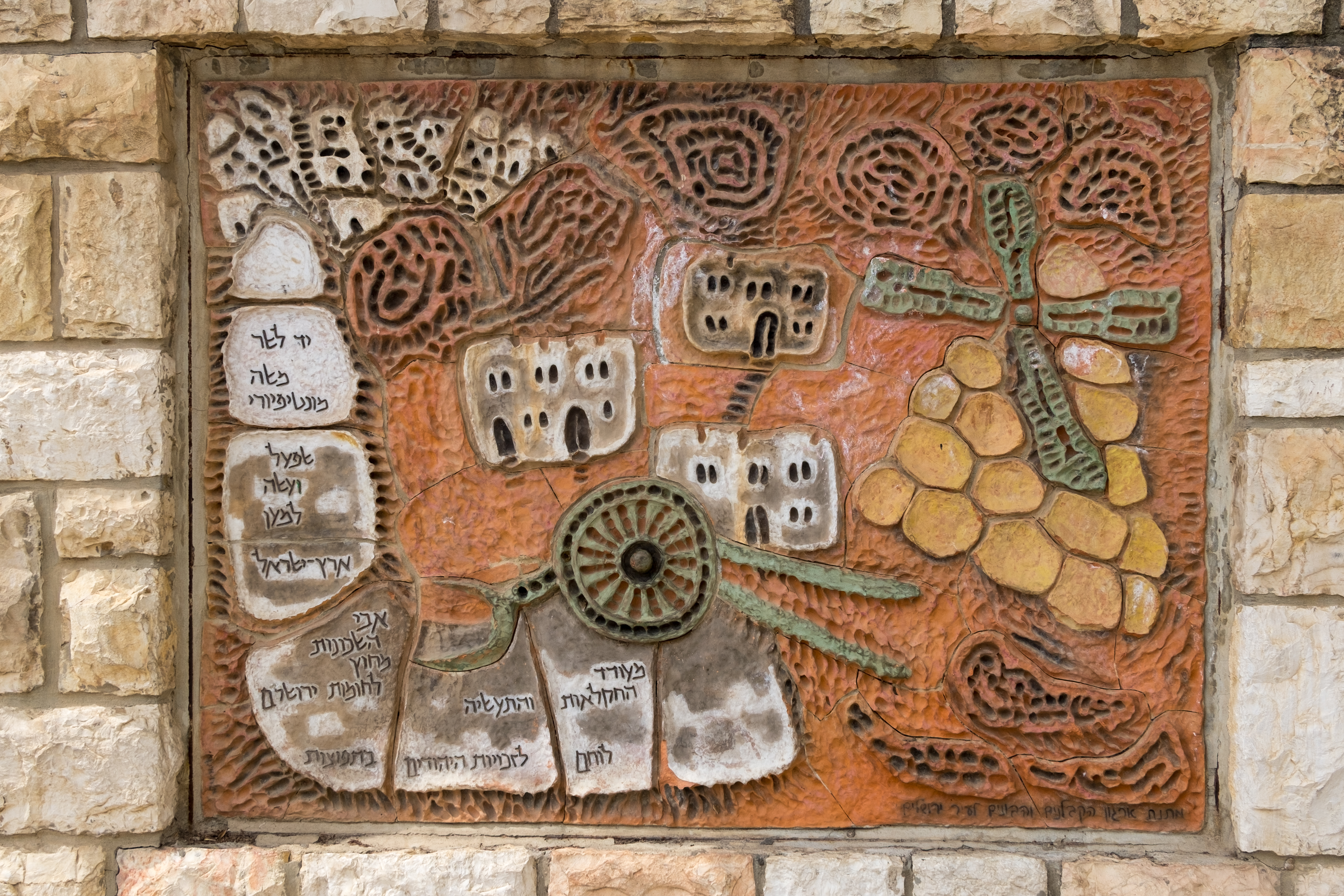
Mosaïque en l'honneur de Moïse Montefiore, représentant le quartier de Yemin Moshé qu'il a fondé à Jérusalem.
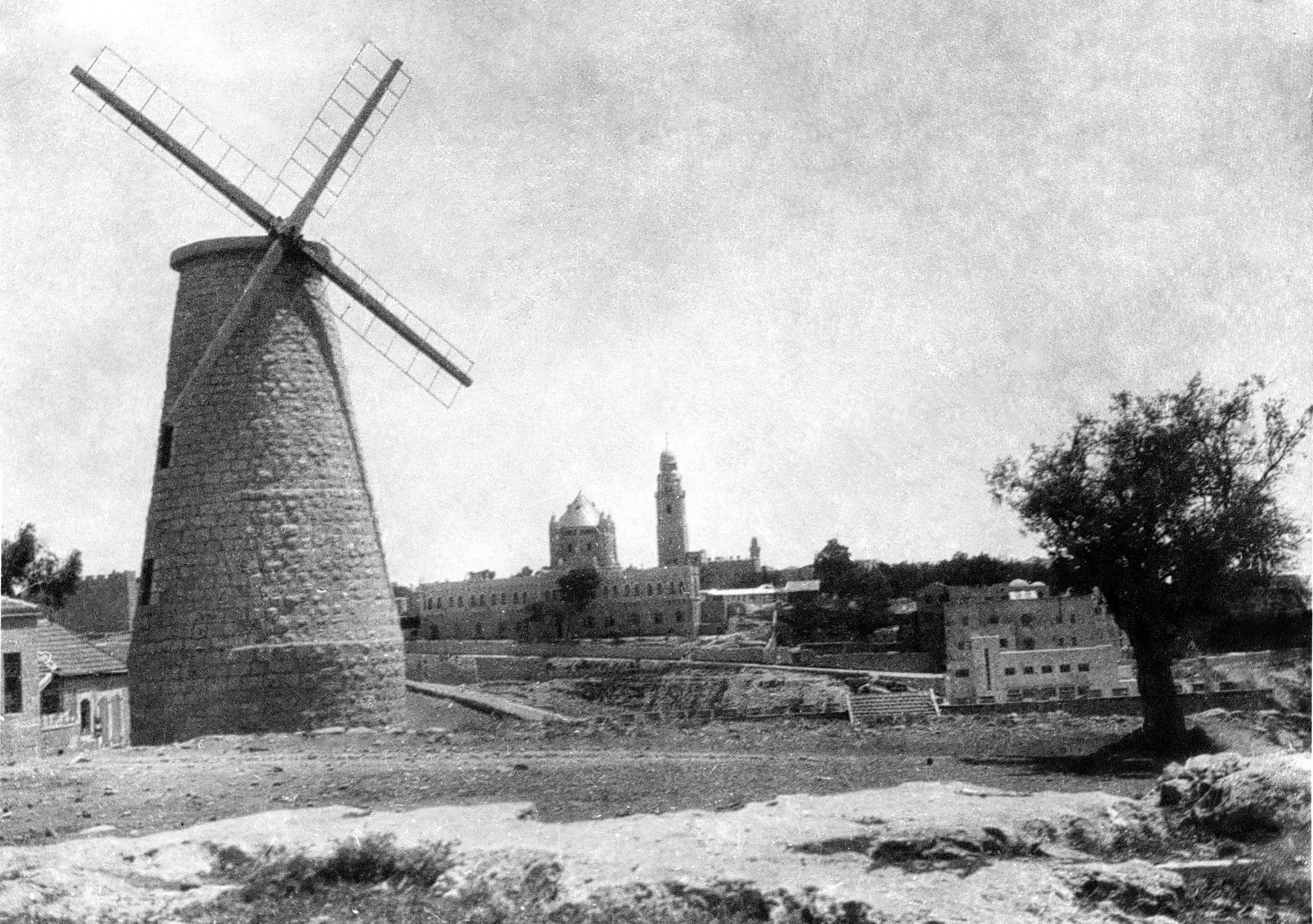
Mishkenot Sha'ananim et le moulin Montefiore, Jérusalem, v. 1930.
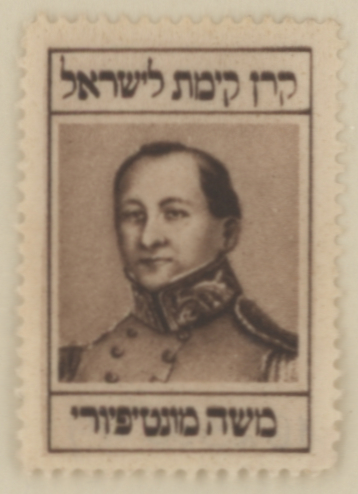
Timbre palestinien à l'effigie de Sir Moses Montefiore, 1916.
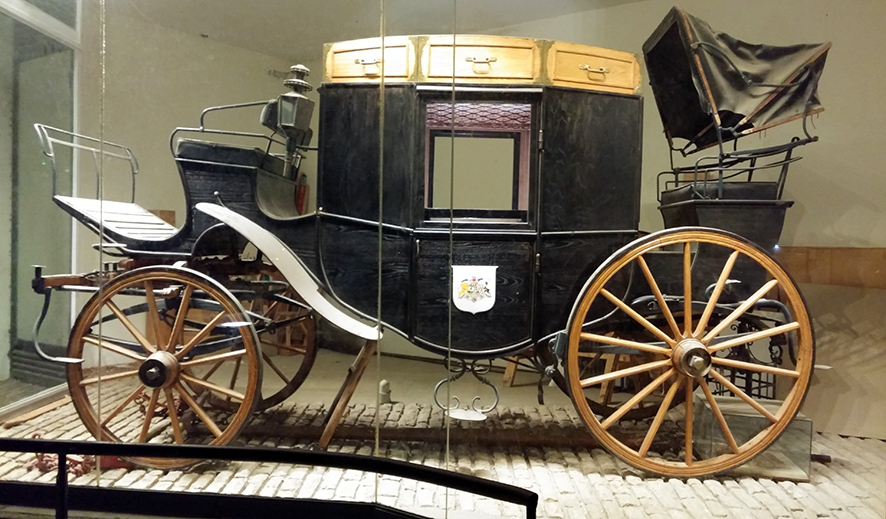
Le carrosse de Montefiore (réplique)
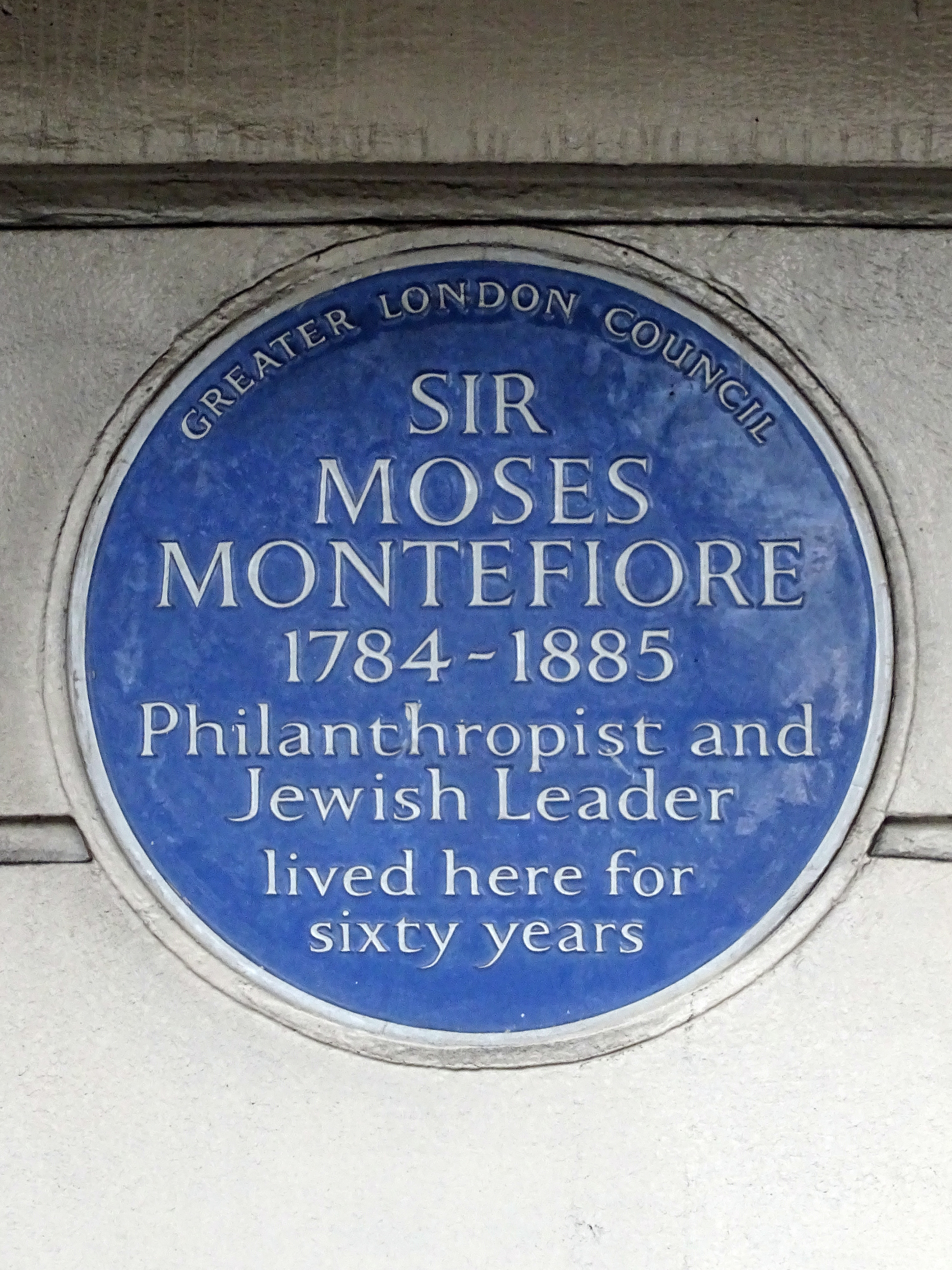
Plaque à Westminster où le couple Montefiore vécut.
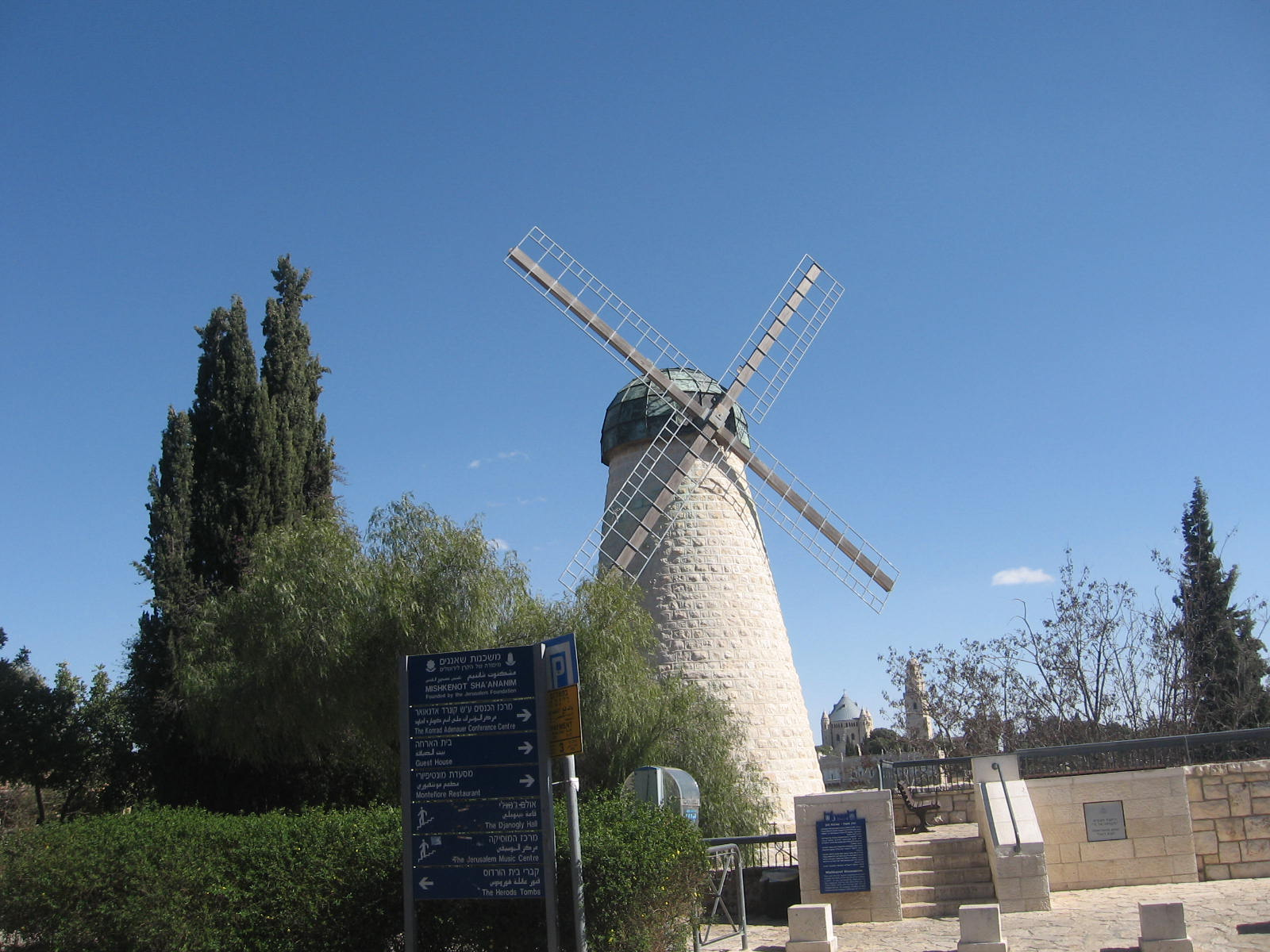
Moulin de Montefiore à Yemin Moshé, Jérusalem, 2011.
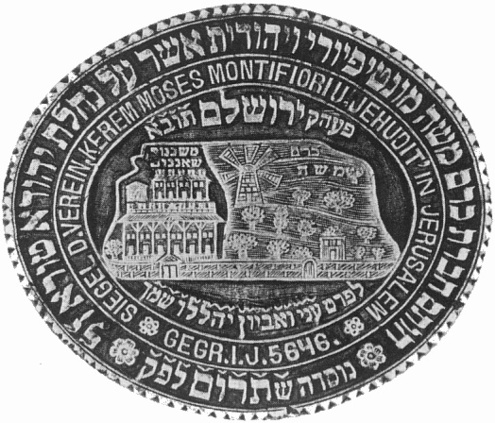
Sceau de Montefiore, lié à l'achat des terres à Jérusalem ("Vinyard of Moses and Judith Montefiore"), 1886.
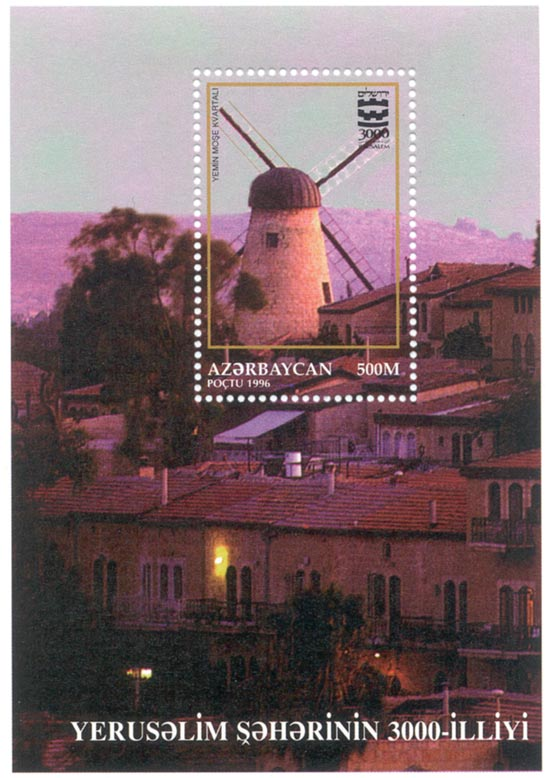
Timbre et affiche d'Azerbaijan célébrant les 3000 ans de Jérusalem, 1996.
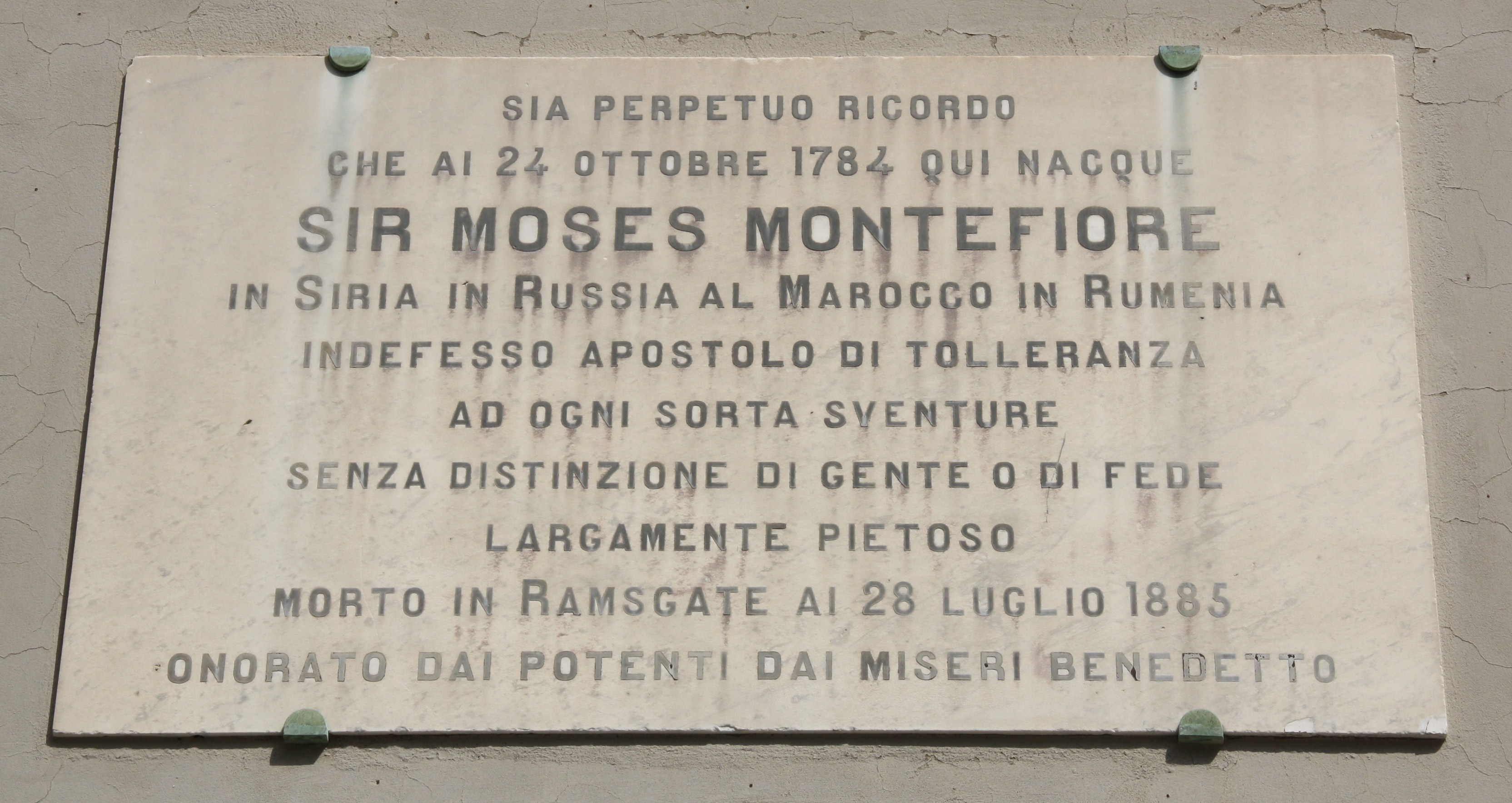
Plaque à la mémoire de Sir Moses Montefiore, près de sa maison natale à Livourne.
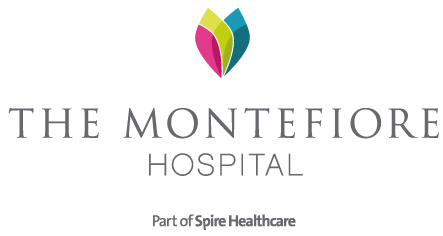
Logo du Montefiore Hospital, Brighton and Hove, Grande-Bretagne.